# Н
Н هو أحد حروف الأبجدية السيريلية، يقابله بالعربية الحرف ن ويشابهه في النطق عدا عندما يسبق بالحرف ь أو حرف علة تذوقي وفي هذه الحالة ينطق «ني». هذا الحرف يشبه الحرف الاتيني H، لكنه ينحدر من الحرف اليوناني نو.
بالمطابقة، الحرف И الذي يبدو كحرف N معكوس، ينحدر من الحرف Η اليوناني، بينما ينحدر الحرف Н من الحرف نو N الذي يبدو مثل حرف И معكوس.